# Jean-François Carenco
Jean-François Carenco, né le 7 juillet 1952 à Talence (Gironde), est un haut fonctionnaire et homme politique français.
Il est préfet de la région Île-de-France et de Paris de 2015 à 2017. Il est ensuite président de la Commission de régulation de l'énergie de 2017 à 2022.
Du 4 juillet 2022 au 20 juillet 2023, il est ministre délégué chargé des Outre-mer dans le gouvernement Élisabeth Borne, sous la présidence d'Emmanuel Macron.

## Biographie

### Jeunesse et études
Jean-François Carenco effectue sa scolarité au lycée Thiers, de Marseille. Diplômé d'HEC en 1974, il obtient une licence de droit et intègre l'ENA en 1977 (promotion Michel de L'Hospital).

### Parcours professionnel
Il commence sa carrière comme conseiller au tribunal administratif de Marseille (1979-1983).
Il est ensuite directeur général du District de Montpellier (1983-1988).
En 1988, il est envoyé en Nouvelle-Calédonie, d'abord comme secrétaire général adjoint pour les affaires économiques, puis comme secrétaire général (1990).
Il rejoint le corps préfectoral comme sous-préfet hors classe, secrétaire général de la préfecture des Yvelines de 1991 à 1996. Ensuite il occupe les postes de préfet de Saint-Pierre-et-Miquelon de 1996 à 1997, du Tarn-et-Garonne de 1997 à 1999, puis de Guadeloupe entre 1999 et 2002, et enfin de la Haute-Savoie jusqu’en 2004.
De 2004 à 2006, il est directeur de cabinet du ministre de l’Emploi, du Travail et de la Cohésion sociale puis de l’Emploi, de la Cohésion sociale et du Logement Jean-Louis Borloo, avant de retrouver la préfectorale comme préfet de la région Haute-Normandie et de la Seine-Maritime. Mais dès 2007, Jean-Louis Borloo le rappelle à ses côtés comme conseiller spécial au ministère de l’Économie, des Finances et de l’Emploi. Préfet de la région Midi-Pyrénées et de la Haute-Garonne entre 2007 et 2008, Jean-François Carenco rejoint une troisième fois le cabinet de Jean-Louis Borloo, ministre d’État, ministre de l’Écologie, de l’Énergie, du Développement durable et de la Mer, comme directeur de cabinet. Après le départ de Jean-Louis Borloo du gouvernement en novembre 2010, Jean-François Carenco est nommé préfet de la région Rhône-Alpes et du Rhône.
Maintenu en fonction lors de l'alternance de mai 2012, il est un temps pressenti pour conduire la réforme de l'État en prenant la tête du Secrétariat général pour la modernisation de l'action publique (SGMAP) mais Laure de la Bretèche lui est finalement préférée. Il est alors promu préfet de la région Île-de-France par décret du 5 mars 2015, succédant à Jean Daubigny. Après avoir été impliqué dans la mise en place de la métropole de Lyon, il doit notamment gérer la mise en place de celle du Grand Paris. Il fait ses adieux à Lyon le 30 mars et est installé dans ses fonctions à Paris le 1er avril suivant. Il est en outre nommé président du conseil d’administration de l’agence de l’eau Seine-Normandie.
En février 2017, il est nommé président de la Commission de régulation de l'énergie (CRE). Il déclare à cette occasion qu'il a « sollicité cette nomination, non parce [qu'il avait] peur d’être viré au lendemain de la présidentielle, mais parce [qu'il serait] atteint [un an plus tard] par la limite d’âge de 65 ans pour les carrières préfectorales ».
En juin 2017, il devient président de Coallia, association gestionnaire de résidences sociales et autres structures à vocation sociale et médico-sociale,.
Par décret du 19 mars 2018, il est admis à faire valoir ses droits à la retraite de préfet à compter du 8 avril 2018.
Le 18 janvier 2019, il renonce à rejoindre les rangs du promoteur immobilier Altarea Cogedim en raison d'un possible conflit d'intérêts lié à son ancienne fonction de préfet de la région Île-de-France. Jean-François Carenco va donc rester à la tête de la CRE pour laquelle son mandat court jusqu'en 2023.
À l'été 2020, Jean-François Carenco est à nouveau annoncé partant de la CRE pour prendre la succession de Bruno Arbouet à la tête d'Action Logement. Questionné en novembre 2021, dans une interview au Midi Libre, concernant la hausse du prix de l'énergie, il estime que « la crainte des Français est illégitime ».

### Ministre délégué chargé des Outre-mer
Le 4 juillet 2022, il est nommé ministre délégué chargé des Outre-mer, auprès du ministre de l’Intérieur et des Outre-mer, Gérald Darmanin.
En mars 2023, le ministre délégué confirme l'augmentation des aides pour assurer la continuité territoriale aux ultramarins, délivrées par l'Agence de l'outre-mer pour la mobilité (Ladom), en indiquant vouloir un changement de stratégie de cette agence. Ces mesures seront proposées à la Première ministre Élisabeth Borne lors du comité interministériel des Outre-mer qui doit permettre de rendre plus efficace l'action des collectivités ultramarines en actant un certain nombre de mesures législatives ou réglementaires.
Lors d’une visite en Martinique et en Guadeloupe en juin 2023, le ministre délégué détaille de nouvelles mesures face au risque du chlordécone :
- financer une aide aux éleveurs de bovins touchés par la pollution au chlordécone et les aider à sécuriser leur production ;
- prendre en charge, de façon exceptionnelle et dérogatoire, le surcoût du traitement de l’eau potable engendré par la pollution au chlordécone ;
- simplifier et prolonger l’aide financière aux pêcheurs impactés par le chlordécone jusque fin 2027 ;
- doubler l’effort sur la recherche et l’innovation à horizon 2030, santé, dépollution et expérimentation[19].

Comme le souligne France-Antilles, le gouvernement détaille sa stratégie renforcée et son engagement pour « réparer par l'action ».
Ses rapports avec les hauts-fonctionnaires, élus et avec son ministre de tutelle Gérald Darmanin sont décrits comme particulièrement tendus. Ce dernier, selon Le Monde, « tolère à peine que M. Carenco continue de l’accompagner sur le terrain ». Le 20 juillet 2023, à la faveur d'un remaniement ministériel, il est remplacé par Philippe Vigier.
Il se reconvertit ensuite dans le secteur privé et devient administrateur d’une société de conseil.

## Décorations

### Ordres honorifiques
- Commandeur de la Légion d'honneur (2020)[24] ; officier en 2012[24] ; chevalier en 1999[25].
- Grand officier de l'ordre national du Mérite (décret d'élévation du 15 mai 2025)[26]
  - commandeur par décret du 13 novembre 2016[27],[28]; officier par décret du 14 novembre 2003 ; chevalier du 2 juillet 1990[29].
- Chevalier de l'ordre des Palmes académiques
- Officier de l'ordre du Mérite agricole
- Chevalier de l'ordre du Mérite maritime
- Chevalier de l'ordre des Arts et des Lettres

### Médailles
- Médaille de la sécurité intérieure, or avec agrafe « Administration préfectorale », par arrêté du ministère de l'intérieur du 6 avril 2017[30].
- Médaille de la jeunesse, des sports et de l'engagement associatif, bronze
- Médaille d'honneur de l'administration pénitentiaire, bronze

### Étranger
- Plaque (grand officier) de l'ordre de l'Aigle aztèque ( Mexique, 2016) en tant que « préfet de la région Île-de-France »[31]